# UTC+10

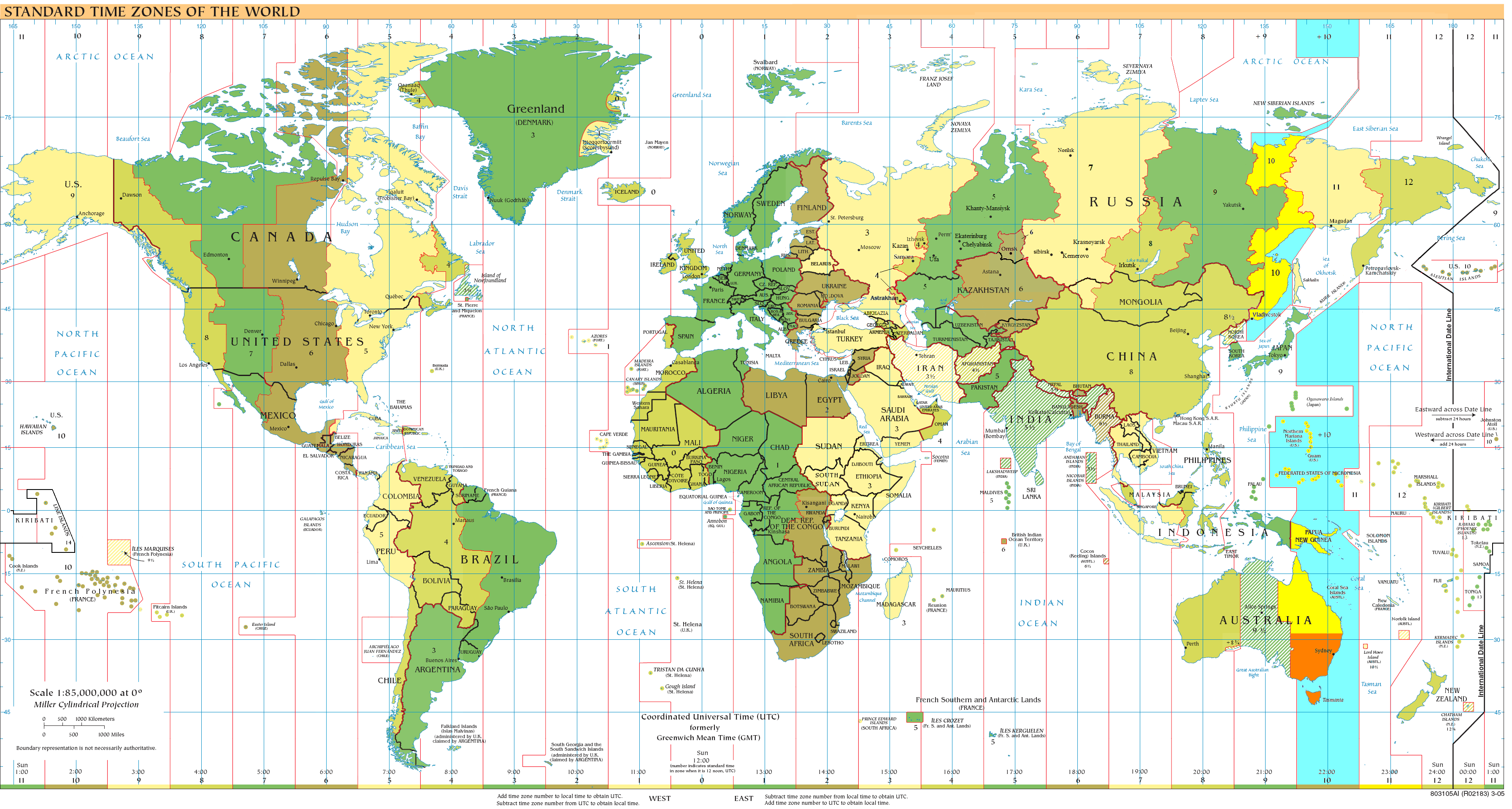
UTC+10: 橙-6月前後に適用、濃黄-通年適用、水色-海域

UTC+10とは、協定世界時を10時間進ませた標準時である。

## 該当地域

### 標準時（通年）
- アメリカ合衆国
  - チャモロ標準時 - ChST
    -  北マリアナ諸島
    -  グアム
- オーストラリア
  - 東部標準時 - AEST
    - クイーンズランド州
- パプアニューギニア（ブーゲンビル自治州を除く）
- ミクロネシア連邦
  - チューク州
  - ヤップ州
- ロシア
  - ウラジオストク時間 - VLAT
- 南極
  - デュモン・デュルヴィル基地（英語版）

### 標準時（南半球冬）
- オーストラリア
  - 東部標準時 - AEST
    - オーストラリア首都特別地域
    - タスマニア州
    - ニューサウスウェールズ州（ブロークンヒルを除く）
    - ビクトリア州

## 歴史
オーストラリアでは1895年2月よりクイーンズランド州・ニューサウスウェールズ州・ビクトリア州・タスマニア州において東部標準時としてグリニッジ標準時+10の時間が採用された。第1次世界大戦と第2次世界大戦の間には全州・地方で夏時間が実施されたが、その後1968年に初めてタスマニア州で夏時間（+11）が実施され、1971年にニューサウスウェールズ州・ビクトリア州・クイーンズランド州・オーストラリア首都特別地域（以上+11）・南オーストラリア州（+10.5）もこれに続いた。しかし1972年、クイーンズランド州は夏時間を中止した。従ってこれ以降、基本的に通年UTC+10なのはクイーンズランド州のみであり、東部標準時をとる他のタ州・ニュ州・ビ州と首都特別地域は（南半球の）冬期のみUTC+10である。
なおニューサウスウェールズ州のうちブロークンヒルは、南オーストラリア州と同じ中部標準時（冬期にUTC+9:30）および中部夏時間（UTC+10:30）を採用している。
ロシアではかつてウラジオストク時間（冬期）とヤクーツク夏時間においてUTC+10が用いられていたが、2011年3月27日よりウラジオストク時間は通年UTC+11に、ヤクーツク時間は通年UTC+10となった。しかし2014年10月26日に国内の標準時が再び変更されたため、ウラジオストク時間は通年UTC+10となった。
日本では1948年から1951年まで、5月（1949年のみ4月）、第1土曜日から9月第2土曜日までの間、夏時間として使用した。
韓国では1948年から1951年まで、UTC+10:00 の夏時間（夏期+1時間）が実施された。また1987-1988年にもソウルオリンピックのため 同様の夏時間が実施されたが、オリンピックが終わると廃止された。